# Red Candle Games
Red Candle Games Co., Ltd. — тайваньская студия, занимающаяся разработкой видеоигр. Базируется в Тайбэе, Тайвань. Известна играми Devotion, Detention и Nine Sols.

## История
Студия была основана 1 сентября 2015 года. Первым проектом команды стала Detention — игра, призванная отразить тайваньскую культуру и историю. По словам разработчиков:
По мере развития проекта, когда всё больше членов команды стали посвящать разработке всё своё время, мы поняли, что с такой страстью к созданию игр нам пора основывать игровую компанию.
Detention вышла в январе 2017 года, игра получила крайне положительные отзывы критиков согласно сайту Metacritic. В феврале 2017 года по игре был написан роман, в 2019 году снят фильм, а в 2020 году — сериал.
После выхода первой игры, компания сразу же взялась за разработку игры Devotion — ещё одной психологической игры в жанре ужасов, действие которой происходят на Тайване в 1980-х годах (действия в Detention развивались в 1960-х годах в эпоху белого террора).
Devotion была выпущена в феврале 2019 года. Изначально игру встретили положительно, однако вскоре китайские игроки обнаружили в игре пасхальные яйца, высмеивающие генерального секретаря коммунистической партии Китая Си Цзиньпина, что привело к снятию игры с продажи в Китае. Компания принесла извинения за инцидент и полностью удалила игру из Steam. Чен Чи-май, вице-премьер Тайваня, выразил свою поддержку разработчикам.  В течение короткого периода в июне 2020 года физическая версия Devotion была доступна для предварительного заказа только на Тайване. На 2023 год игру возможно приобрести только в официальном магазине компании который открылся в марте 2021 года.
В мае разработчики на своём YouTube-канале выложили небольшой фрагмент новой игры, обозначив его Work in progress (с англ. — «ведётся работа»). В конце 2021 года прошёл анонс игры Nine Sols.

## Разработанные игры
- Detention (2017)
- Devotion (2019)
- Nine Sols (2024)